# La India
La India, pseudonimo di Linda Bell Viera Caballero, detta La Princesa de la Salsa (Río Piedras, 9 marzo 1969), è una cantante di salsa portoricana naturalizzata statunitense.

## Biografia
Linda nacque nel 1969 a Río Piedras, una circoscrizione di San Juan. I suoi genitori decisero di trasferire la famiglia da Porto Rico a New York poco dopo la sua nascita.
Nel 1985, all'età di quattordici anni, entrò a far parte della gruppo di Latin Hip Hop TKA, che ebbe successo con il brano I Can't Get No Sleep.
Un giorno Eddie Palmieri, uno dei più grandi pianisti di musica latina, la udì cantare in studio di registrazione. Nel 1992 Palmieri produsse il primo album di salsa in spagnolo di La India, Llego La India via Eddie Palmieri, per l'etichetta Acid Jazz Records, giudicato il miglior disco di salsa dell'anno. Nel 1994 La India e Palmieri registrarono Yemaya y Ochun, dedicato alla santeria. Il disco seguente, Dicen Que Soy, fu un grande successo.
Negli anni 90, essendo stata sposata fino al 1996 con Little Louie Vega, collabora con i Masters at Work creando uno dei progetti house più famosi.
Sempre nel 1996 La India collaborò con Tito Puente alla produzione di Jazzin  che conteneva la trasposizione in inglese di alcuni classici swing in spagnolo.
Ha cantato Voces Unidas in duetto con Marc Anthony e dato alle stampe India: Mega Mix.
Un duetto importante fu quello de La Voz de la Experiencia, cantata con Celia Cruz, conosciuta come "La Regina della Salsa". Fu proprio questa ad acclamarla "La Principessa della Salsa". Celia Cruz è anche la sua madrina di battesimo.
Del 1997 è il disco Sobre el Fuego, in collaborazione con il cantante di salsa portoricana Kevin Ceballo.
Nel 2010 esegue una cover, di un brano originale, scritto in lingua italiana da Federica Camba, nota autrice Italiana, per l'interprete Alessandra Amoroso, Estúpida.

## Discografia
- Breaking Night 1990
- Llego La India (Via Eddie Palmieri) 1992
- Dicen Que Soy 1994
- Jazzin 1996
- Mega Mix 1996
- Sobre el Fuego 1997
- Sola 1999
- Breaking Night [Bonus Tracks] 2000
- The Best... 2001
- Edicion Limitada 2002
- Latin Songbird: Mi Alma y Corazon 2002
- Serie 32 2002
- Todo Exitos de India y Brenda K. Starr 2002
- Oro Salsero 2003
- Soy diferente 2006
- Unica 2010